# Fort Joseph

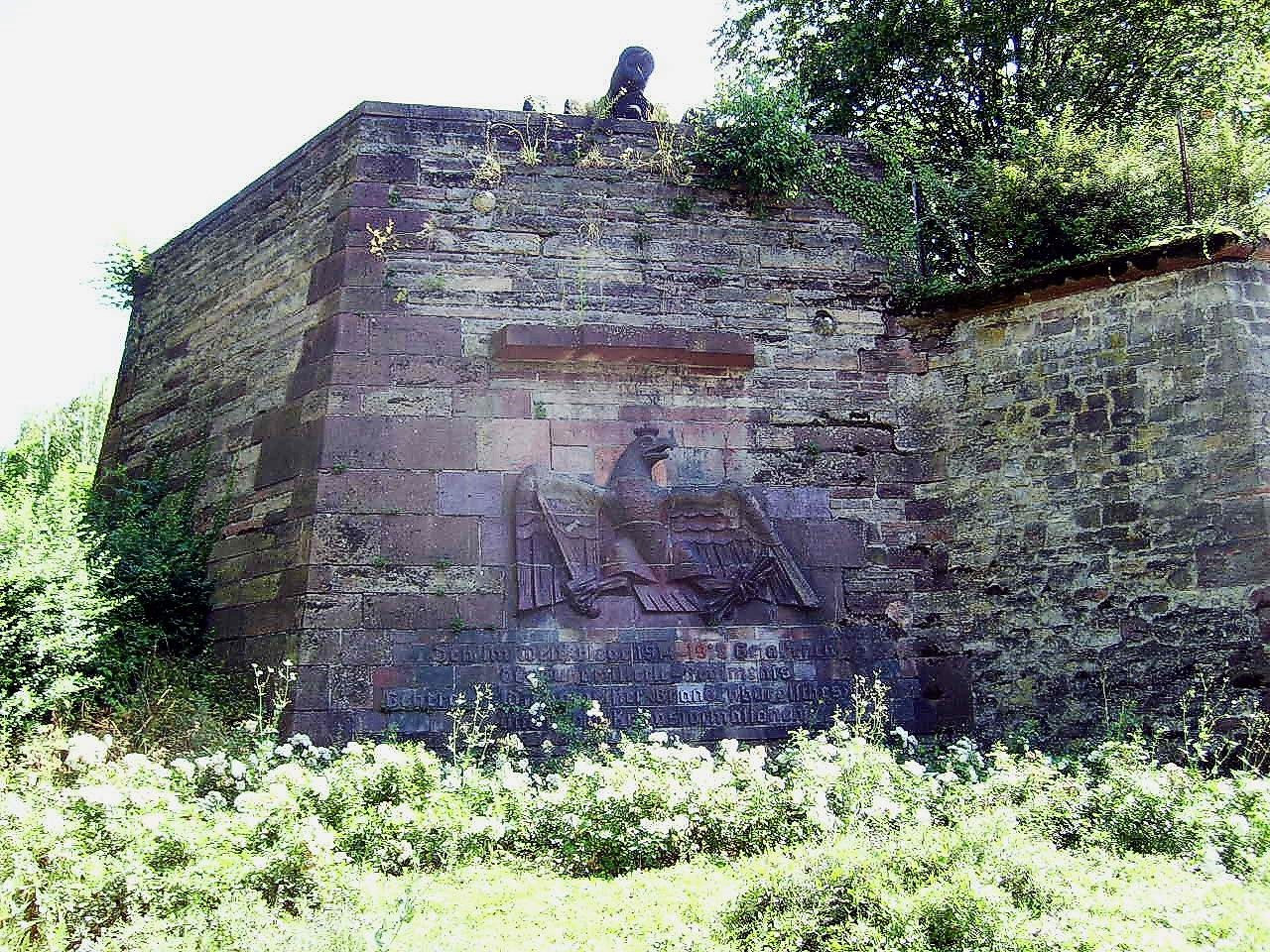
Fort Joseph mit dem Denkmal für die Soldaten des Fußartillerie-Regiments „General-Feldzeugmeister“ (Brandenburgisches) Nr. 3

Das Fort Joseph, auch Josephsschanze genannt, war Bestandteil des zweiten Festungsrings des barocken Mainz, Hauptstadt des von den Kurfürsten und Erzbischöfen verwalteten Territoriums Kurmainz im Heiligen Römischen Reich.

## Geographische Lage
Die Josephsschanze wurde rechts vor dem Gautor auf der Höhe des Linsenbergs angelegt, wo man hinunter in das Zaybachtal zu den Pfeilern der römischen Wasserleitung geht, neben der ehemaligen römischen Heerstraße, die aus der Porta praetoria des Kastrums führte. Es liegt dem Hauptstein gegenüber und nur durch das gedachte Tal von ihm getrennt. Sie dehnt sich bis an den Rand der Anhöhe aus und hatte zwei voreinanderliegende Lünetten. Mit dem Hauptstein war sie in der Lage die ganze Bingerstraße und den sogenannten Dalheimer Grund, bis über Zahlbach hinaus zu bestreichen.
Die heute noch sichtbaren spitz zulaufenden Steinmauern der Überreste des Forts, an die hinten auf beiden Seiten die Flanken anschlossen, werden heute von der Langenbeckstraße und dem Czernyweg der Mainzer Oberstadt begrenzt, die zur Universitätsmedizin der Johannes Gutenberg-Universität Mainz führen.

## Geschichte

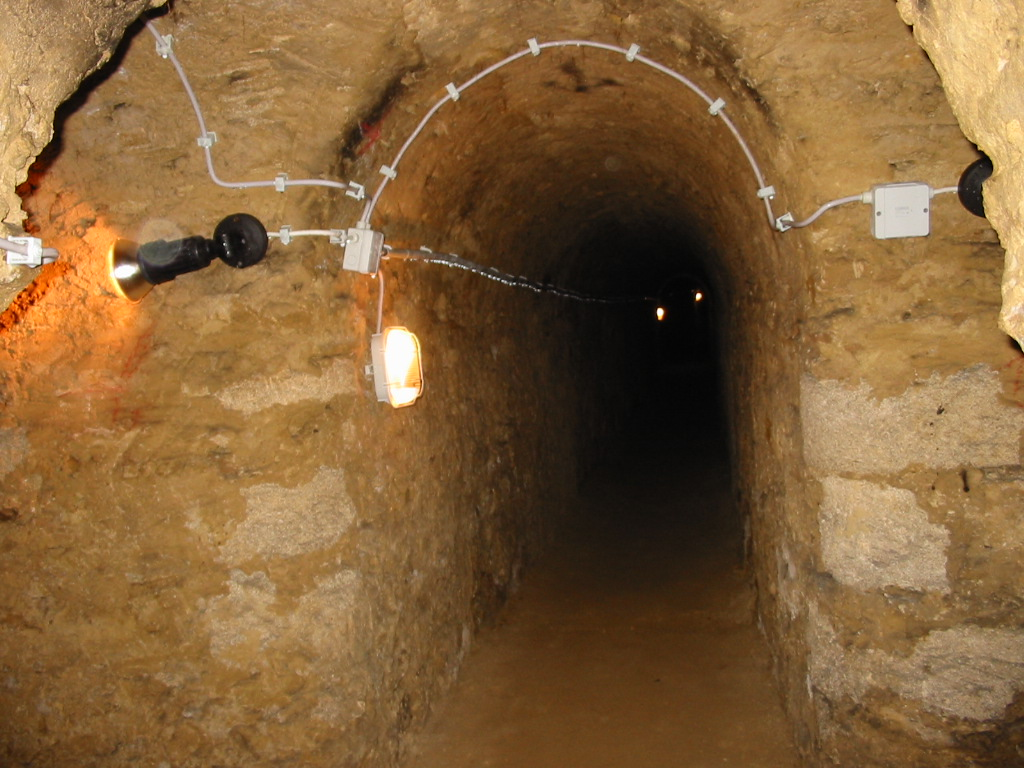
Gang im Fort Josef

Fort Joseph wurde im Zeitraum zwischen Mai 1713 und 1730 nach Plänen des Festungsbaumeisters Johann Maximilian von Welsch im Auftrag des Kurfürsten Lothar Franz von Schönborn erbaut, um die Mainzer Interessen am Rhein zu schützen. Zwanzig Jahre zuvor wurde die Festung von einem kaiserlichen Befreiungsheer unter dem Befehl von Herzog Karl von Lothringen nach dreimonatiger Belagerung und Beschießung von Stadt und Wällen am 8. September 1689 von französischer Besatzung befreit.

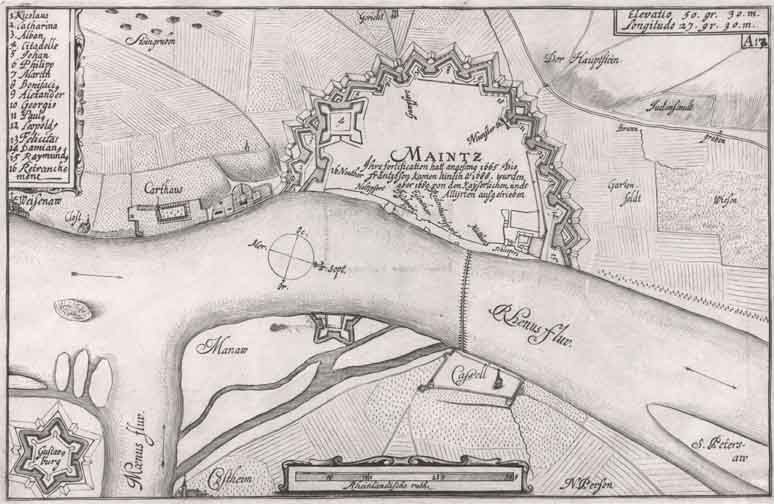
Die 16 Bastionen Johann Philipp von Schönborns um 1692: Ein Kupferstich des Mainzer Kartographen Nikolaus Person

Nun sollten fünf neuen Forts zur Verstärkung der Festung Mainz beitragen, denn durch die Modernisierung der Waffentechnik reichten die Kanonen mittlerweile so weit, dass feindliche Truppen einfach über die Schönborn’schen Bastionen des ersten Festungsrings hinwegschießen konnten. Fort Joseph sollte mit den vier anderen detachierten Forts die 16 alten Bastionen besser nach Westen hin entlasten. Welsch wurde dabei vom Ingenieur-Oberstleutnant Luttig, Ingenieur-Oberst Gerhard Cornelius von Walrave und weiteren Ingenieursoffizieren unterstützt.

## Forts und Schanzen des Verbundes
Die Karlsschanze Fort Karl lag oberhalb des ehemaligen Lustschlosses Favorite, des heutigen Stadtparks, in der Nähe des ehemaligen Neutors. Ein kreneliertes Mauerwerk mit Gräben und Brustwehr verband die Karlsschanze mit dem unter Kurfürst Philipp Karl erbauten Fort Welsch, auch das „welsche Schänzchen“ genannt. Ebenso war die Elisabethenschanze Fort Elisabeth mit der Philippsschanze Fort Philipp durch eine krenelierte Mauer verbunden. Zwischen den Forts Philipp und Elisabeth lief die Chaussee nach Nieder-Olm und rechts vor Fort Philipp lief ein Feldweg nach Zahlbach. Das doppelte Zangenwerk – «la double Tenaille» – mit seinen drei davor liegenden Ravelinen bildete ein Tenaillensystem als Verbindung der Forts Elisabeth und Joseph. Fort Joseph hatte ein Blockhaus zur Deckung der Retirade (lat.- ital.- franz. Ort des Rückzugs) und eine große Fläche vor seiner Spitze zur Bestreichung des sogenannten „heiligen Tals“, das schon in römischer Zeit und bis ins 8. Jahrhundert für Begräbnisse genutzt worden war.
Die sehr große Festung belastete den Haushalt des Kurstaats erheblich. Das „Ingenieur-Kommando“, das für die gesamten Befestigungsanlagen der Stadt Mainz verantwortlich war, bemängelte bei der kurfürstlichen Administration den mangelnden Ausbau und die fehlenden Instandhaltungsmaßnahmen, durch die es die Anlagen langsam verkommen sah. Rudolf Eickemeyer wandte sich mit mehreren Gutachten direkt an den Kurfürsten und wies auf den katastrophalen Zustand der Festungsanlagen hin. Als französische Revolutionstruppen sich im Oktober 1792 unter General Adam-Philippe de Custine Mainz näherten, musste man dies mit dem erneuten Verlust der Festung an Frankreich bezahlen.
Die Überreste von Fort Joseph sind heute ein Kulturdenkmal in Mainz-Oberstadt.